# فراس (وزكيتة)
فراس هي إحدى مشيخات المملكة المغربية، تتبع جغرافيا لإقليم الحوز وإداريًا لوزكيتة. يقدر عدد سكانها بـ 2621 نسمة حسب الإحصاء الرسمي للسكان والسكنى لسنة 2004.